# Iglesia de San Francisco de Asís (Turín)
La iglesia de San Francesco d'Assisi es una iglesia católica romana de estilo barroco ubicada en via San Francesco d'Assisi en Turín, región de Piamonte, Italia. La iglesia de San Rocco está en la misma calle.

## Historia
En este lugar había una iglesia desde el siglo XIII, supuestamente erigida por el propio San Francisco de Asís. La construcción del actual templo se inició en 1602. En 1673 se reconstruyó el altar mayor en mármol. En 1761 el edificio fue rehabilitado y se le añadieron una fachada y algunas fachadas, según diseños de Mario Ludovico Quarini y Bernardo Vittone. Sobre el portal de entrada hay una gran ventana ovalada y una cornisa interrumpida, con pináculos en la línea del techo. La capilla de San Antonio de Padua fue diseñada también por Vittone.
En 1863-1865 se produjo una nueva remodelación. Rodolfo Morgari retocó los frescos del techo del presbiterio y su alumno Alberto Masoero repintó la bóveda de la nave central. La capilla de la Inmaculada Concepción está ricamente decorada con mármol y tiene lienzos que representan una Visitación y una Anunciación de Giovanni Antonio Molineri, alumno de Luigi Caraccio. En la capilla del Ángel de la Guarda se encuentra un cuadro de Ayres. La iglesia permaneció bajo la custodia de la Orden Franciscana hasta el siglo XIX.
La capilla de Sant'Anna (1637) se enriqueció con una decoración de estuco del barroco tardío; el retablo mayor que representa a la Virgen con el Niño y Santa Ana se atribuye a Federico Zuccari. Los frescos originales fueron de Giovanni Andrea Casella, pero fueron pintados en el siglo XIX. La iglesia sufrió daños menores durante los bombardeos del 13 de julio de 1943.